# 189 Phthia
Ftia o 189 Phthia è un asteroide della fascia principale del diametro medio di circa 37,66 km. Scoperto nel 1878, presenta un'orbita caratterizzata da un semiasse maggiore pari a 2,4500911 UA e da un'eccentricità di 0,0369625, inclinata di 5,17923° rispetto all'eclittica.
Il suo nome è dedicato ad una regione dell'antica Grecia.